# Pariske komune
La rue Pariske komune (en serbe cyrillique : Париске комуне) est située à Belgrade, la capitale de la Serbie, dans la municipalité urbaine de Novi Beograd.
Elle est ainsi nommée en l'honneur de la Commune de Paris (1871).

## Parcours
La rue Pariske komune prend naissance au niveau d'un giratoire qui la relie au Bulevar Mihaila Pupina et à la rue Omladinskih brigada. Elle s'oriente vers le nord-ouest et croise les rues Narodnih heroja (à gauche) et Otona Župančiča (à droite) ; elle laisse ensuite sur sa droite le boulevard maršala Tolbuhina avant d'aboutir rue Tošin bunar.

## Sport
La Hala sportova Novi Beograd est située au n° 20 de la rue. Le stade du club de football FK IMT est également situé dans la rue.

## Éducation
L'école maternelle Šećerko est installée au n° 33a de la rue.

## Économie
Le siège belgradois de la société ABS Commerce d.o.o. est situé au n° 39 de la rue.
Un supermarché Maxi est situé au n° 13 et un supermarché Mini Maxi au n° 59b.

## Transports
La rue est desservie par plusieurs lignes de bus de la société GSP Beograd, soit les lignes 18 (Medaković III - Zemun Bačka), 65 (Zvezdara II – Novo Bežanijsko groblje), 72 (Zeleni venac – Bežanija), 75 (Zeleni venac – Bežanijska kosa), 76 (Novi Beograd Blok 70a – Hôpital de Bežanijska kosa), 77 (Zvezdara – Hôpital de Bežanijska kosa), 78 (Banjica II – Zemun Novi grad), 82 (Zemun Kej oslobođenja – Bežanijsko groblje – Blok 44) et 708 (Blok 70a - Plavi horizonti - Zemun polje).